# Jeux méditerranéens de 1997
Navigation
Languedoc-Roussillon 1993 Tunis 2001
Les XIIIe Jeux Méditerranéens se sont tenus du 13 au 25 juin 1997 à  Bari (Italie).

## Participation
- 21 nations ont participé à l'édition de Bari 1997 des  jeux méditerranéens  avec un total de 2 195 athlètes .

## Désignation de la Ville Organisatrice
- la ville de Bari a été officiellement désignée pour l'organisation des 13èmes jeux méditerranéens en 1997 au premier tour du vote des membres du congrès du comité international (CIJM) mercredi 26 juin 1991 à Athènes.
- Bari  Italie , qui sera la deuxième ville italienne à accueillir ces jeux après Naples  en 1963 , a obtenu une majorité de 32 voix contre 18 voix pour Tunis  Tunisie et 10 Voix pour la ville espagnole de Valence  Espagne .
- Source :
- El-Moudjahid  Algérie du samedi 29 juin 1991 page 3 , dans le supplément sports ( Athlétic ).

## Tableau des médailles
| Rang | Délégations        | Médaille d'or | Médaille d'argent | Médaille de bronze | Total |
| 1er  | Italie             | 76            | 62                | 55                 | 193   |
| 2e   | France             | 55            | 44                | 47                 | 146   |
| 3e   | Turquie            | 28            | 16                | 21                 | 65    |
| 4e   | Espagne            | 18            | 30                | 47                 | 95    |
| 5e   | Grèce              | 19            | 22                | 21                 | 62    |
| 6e   | Algérie            | 6             | 8                 | 8                  | 22    |
| 7e   | Croatie            | 6             | 16                | 10                 | 32    |
| 8e   | Slovénie           | 5             | 8                 | 10                 | 23    |
| 9e   | Yougoslavie        | 5             | 4                 | 13                 | 22    |
| 10e  | Maroc              | 5             | 4                 | 9                  | 18    |
| 11e  | Égypte             | 3             | 6                 | 10                 | 19    |
| 12e  | Tunisie            | 2             | 3                 | 9                  | 14    |
| 13e  | Syrie              | 2             | 1                 | 2                  | 5     |
| 14e  | Chypre             | 0             | 3                 | 4                  | 7     |
| 15e  | Bosnie-Herzégovine | 0             | 1                 | 1                  | 2     |
| 15e  | Albanie            | 0             | 1                 | 1                  | 2     |
| 15e  | Malte              | 0             | 1                 | 1                  | 2     |
| 18e  | Saint-Marin        | 0             | 1                 | 0                  | 1     |

## Programme
Les sports et disciplines suivants ont été disputés lors des Jeux méditerranéens de Bari de 1997 :
- Athlétisme (article détaillé)
- Boxe (article détaillé)
- Bocce (boules)
- Canoë-kayak
- Aviron
- Football
- Cyclisme
- Équitation
- Gymnastique artistique et Gymnastique rythmique
- Golf
- Judo
- Karaté
- Lutte
- Natation (article détaillé)
- Basket-ball
- Handball (article détaillé)
- Volley-ball
- Pugilat
- Escrime
- Haltérophilie
- Handisport
- Tennis de table
- Tennis
- Tir
- Voile

## Cérémonies
La cérémonie d'ouverture s'est tenue au stade San Nicola di Bari en présence de quelque 30 000 spectateurs. Le thème principal du spectacle était le Voyage d'Ulysse. La cérémonie d'ouverture a en outre rassemblé divers artistes qui représentaient leur pays : Energypsy pour la France, Al Bano pour l'Italie, Miguel Bosé pour l'Espagne, Khaled pour l'Algérie, et Demis Roussos pour la Grèce. La manifestation était ouverte officiellement par le Président de la République italienne, Oscar Luigi Scalfaro.
Lors de la cérémonie de clôture s'est tenu un concert du chanteur italien Antonello Venditti.
Conformément à la tradition chaque pays a apporté une amphore contenant de l'eau de ses propres côtes; les diverses eaux de Méditerranée ainsi réunies ont été versées dans un récipient pour symboliser l'union pacifique des pays méditerranéens.